# Pepe Alconchel
José Alconchel García (conocido artísticamente como "Pepe Alconchel") es un cantaor flamenco nacido en Arcos de la Frontera.

## Biografía
Desde muy joven se instala en Jerez, donde hace su carrera artística. En Pena y alegría de mis cantes incluye el poema La Soleá del poeta de la generación del 27 Fernando Villalón.

## Álbumes
- Con la fuerza del sentimiento (1989)
- Pena y alegría en mis cantes (1998)
- Cantes Cabales (2006)

## Reconocimientos
Destaca por haber recibido más de 100 galardones en festivales flamencos de todo tipo.
En 2017 obtuvo por tercera vez el Premio Nacional de Cante por Serranas en Prado del Rey.